# Varlaam Cherkesov

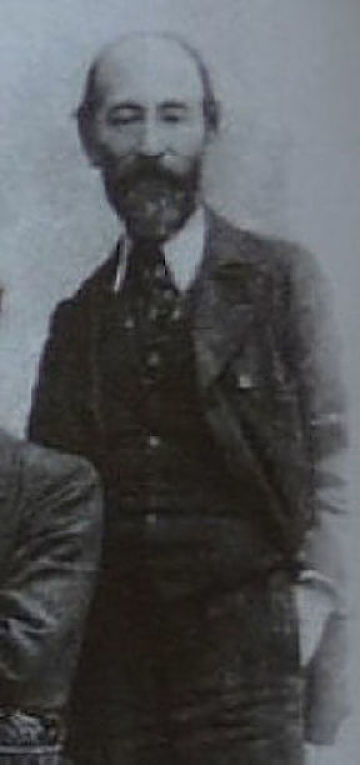

El príncipe Varlaam Nikoláievich Cherkésov (Tiflis, 15 de septiembre de 1846 – Londres, 18 de agosto de 1925) fue un político y periodista de Georgia perteneciente al movimiento anarcocomunista, y posteriormente al movimiento de liberación nacional georgiano. También se conoce su nombre y apellido en diferentes grafías: Warlaam Tcherkesoff, Varlam Cherkezov, Varlam Cherkezishvili (en georgiano). 

## Vida
Nació en la familia del príncipe georgiano Aslán Cherkezishvili en Tiflis, Georgia (entonces parte del Imperio ruso). Fue enviado a educarse a Rusia en la década de 1850. Se incorporó al movimiento socialista ruso en sus inicios, siendo arrestado dos veces entre 1866 y 1869. Luego de ser juzgado en el verano de 1871, fue encarcelado en la prisión de la Fortaleza de San Pedro y San Pablo, y luego exiliado en Tomsk en 1874. Dos años más tarde escapó a Europa Occidental, donde trabajó para la prensa en los círculos de emigrados rusos y en los círculos anarquistas. Fue un acérrimo crítico de las ideas marxistas, así como entusiasta defensor del sindicalismo. Su obra principal, Páginas de historia social, fue traducida a 9 idiomas. Activamente involucrado en el movimiento de liberación nacional de Georgia, contribuyó a fundar el Partido Socialista-Federalista de Georgia. Escribió para el periódico Times una serie de artículos en 1877 para llamar la atención de la audiencia de habla inglesa acerca de la situación en Georgia. 
En 1903, fue uno de los oradores -junto a Piotr Kropotkin- que intervino en la manifestación del 23 de junio en protesta por el pogrom de Chisináu (Rusia), que congregó a 25.000 personas. Volvió a Tiflis, Georgia, con el inicio de la Revolución rusa de 1905, pero su fracaso y la represión en Georgia lo llevaron a retornar a Europa (1907). Junto a Kropotkin, Rudolf Rocker y Aleksandr Shapiro participó de la fundación de la Cruz Roja Anarquista. De regreso a Londres, acompañó la posición de Kropotkin en defensa de los Aliados en la Primera Guerra Mundial, firmando el Manifiesto de los Dieciséis. Durante la Revolución de Octubre de 1917 volvió a Petrogrado, y cuando Georgia consiguió su independencia en mayo de 1918, obtuvo una banca en la Asamblea Constituyente de la República Democrática de Georgia.
La invasión bolchevique (Red Army invasion of Georgia) lo obligó a exiliarse en marzo de 1921. Retornó a Londres donde continuó luchando por la independencia georgiana hasta su muerte en 1925.

## Obras
- Páginas de historia social (1896)
- Precursores de la Internacional (1899)
- La concentración del capital: Una falacia marxiana (1911)